# 邁爾潘鰍
邁爾潘鰍為輻鰭魚綱鯉形目鰍科的其中一種，為熱帶淡水魚，分布於亞洲寮國、柬埔寨、越南及泰國的湄公河流域及泰國東南部的淡水流域，本魚體橘色，身體有8-11條黑色寬橫帶，尾鰭黑色，體長可達10公分，棲息在底層水域，水族館或水族貿易市場上經常俗稱為「蛇魚」的物種之一，經常與庫勒潘鰍（Pangio kuhlii）和半帶潘鰍（Pangio semicincta）之間混淆。

## 扩展阅读
維基物種上的相關：邁爾潘鰍